# 極西非法人地方
極西非法人地方（Unincorporated Far West Region）は、オーストラリア・ニューサウスウェールズ州にある非法人地域。

## 概要
ニューサウスウェールズ州の極西部地域（Far West）にある非法人地域である。

## 地理

### サバーブ
3つのサバーブ（村）がハンガリーよりもやや広い面積の区域の中に点在する（ハンガリーの面積は93,030平方キロメートルで270平方キロメートルほど極西非法人地方のほうが広い）。
シティ・オブ・ブロウクン・ヒルはこの極西非法人地方に四方を取り囲まれているが、この地域に含まれない都市である。
- ティブーブッラ（英語版）
- ミルパリンカ（英語版）
- シルヴァートン（英語版）

### 人口
ニューサウスウェールズ州の中でも、最も男性の割合が大きく、2011年の国勢調査では、女性100人に対して125.2人であった。